# 诺曼·费吉德罗
诺曼·费吉德罗（1970年1月28日—）是一名菲律宾足球教练和前球员，现任阿兹卡尔发展队和菲律宾U23国家队的主教练，球员时代司职中场。他曾在1989年至2001年间代表菲律宾国家队，后来在2008年成为菲律宾国家队主教练。

## 职业生涯

### 国家队
从1989年到2001年间，诺曼·费吉德罗为菲律宾国家队效力了十二年。 他职业生涯的高光时刻是在1991年东南亚运动会上以1-0击败马来西亚的比赛，他在第84分钟获得了制胜球。 

### 教练

#### 菲律宾
2008年任菲律宾国家足球队主教练。 

#### 帕昌加
从2011年到2012年，他执教Pachanga 

#### 圣拉萨大学
2016年12月，有报道称费吉德罗出任拉萨尔21岁以下球队的主教练。 

#### 菲律宾U23 和 ADT
2022年，费吉德罗被任命为菲律宾U23国家队和阿兹卡尔发展队主教练，将带领球队征战2021年东南亚运动会。  

## 国家队进球
比分和结果首先列出了菲律宾的进球数。
| #  | 日期                | 场地                         | 对手     | 分数   | 结果 | 竞赛                     |
| -- | ------------------- | ---------------------------- | -------- | ------ | ---- | ------------------------ |
| 1. | 1991 年 11 月 28 日 | 菲律宾马尼拉刹纪念体育场     | 马来西亚 | 1–0    | 1–0  | 1991年东南亚运动会       |
| 2. | 1997 年 10 月 9 日  | 印度尼西亚雅加达朋卡諾体育场 |          | 1—— ？ | 1–4  | 1997年东南亚运动会       |
| 3. | 1999 年 8 月 3 日   | 斯里巴加湾市Berakas 体育中心 |          | 1–0    | 2–3  | 1999年东南亚运动会       |
| 4. | 2000 年 1 月 29 日  | 胡志明市Thống Nhất 体育场    | 關島     | 1–0    | 2–0  | 2000年亚足联亚洲杯资格赛 |